# Live at the 4 Queens
Live at the 4 Queens — концертный альбом американской певицы и пианистки Ширли Хорн. Альбом был записан в отеле «Four Queens» в Лас-Вегасе 2 мая 1988 года. В 2016 году альбом был выпущен лейблом Resonance Records. Также в то же время был выпущен документальный фильм о жизни и карьере артистки.

## Отзывы критиков
| Оценки критиков | Оценки критиков |
| Источник        | Оценка          |
| --------------- | --------------- |
| All About Jazz  | [ 3 ]           |
| The Guardian    | [ 4 ]           |

В своей рецензии для All About Jazz С. Майкл Бэйли заявляет, в этот период Хорн была в отличном самочувствии и обладала прекрасным голосом, продемонстрировав свое мастерство исполнения баллад в песнях «Lover Man», «You’d be So Nice to Come Home» и «Just for a Thrill», последняя из которых была сыграна достаточно быстро, чтобы сохранить пульс джаза. Это мастерское выступление. Но Хорн также, по его словам, способна набирать темп и выходить за рамки, как она это делает в «The Boy from Ipanema» и «Isn’t It Romantic?», где она демонстрирует свои значительные навыки игры на фортепиано.
В издании DownBeat отметили десятиминутное инструментальное исполнение на «Isn’t It Romantic?» как «потрясающее средство передачи авторитетного, раскачивающегося пианизма Хорна». В песнях «You’d Be So Nice to Come Home To» и «Lover Man» отчетливо хриплый, но всегда завораживающий вокал Хорн занимает центральное место в песнях, в последней мелодии, в которой Хорн вставляет драматические паузы в свои фортепианные партии и вокальную подачу, демонстрирует, насколько уникальная привлекательность Хорн заключалась в том, как её игра и пение элегантно дополняли друг друга.
В The Guardian заметили, что альбом содержит шесть типично тонких примеров взаимодействия Хорн голоса и фортепиано, включая великолепную версию баллады «Lover Man», а инструментальные номера раскрывают её силу как джазовой солистки и её взаимопонимание с басистом Чарльзом Эйблзом и барабанщиком Стивом Уильямсом.
Кристофер Лаудон из JazzTimes написал, что «несравненный вокальный стиль Хорн, медленный, как улитка, и мягкий, как кашемир, великолепно воплощен в балладах и более дерзких композициях». Но эта коллекция, по его мнению, — «не меньшая демонстрация и её инструментального мастерства, включая вступительный залп, бодрое исполнение песни Рэнди Уэстона „Hi-Fly“; её заключительное заявление, яркий, волнующий „Blues for Big Scotia“ Оскара Питерсона; и, в середине сета, насыщенную воображением 10-минутную композицию „Isn’t It Romantic?“».
Марк Майерс из Jazz Wax отметил, что из этого альбома очевидно, что Хорн была одаренной джазовой пианисткой, которая к тому же умела петь.
Согласно опросу, проведённому среди критиков Национальным Общественным Радио в 2016 году, альбом занял девятое место в категории «Reissue/Rara avis».

## Список композиций
| №                   | Название                            | Автор(ы)                                             | Длительность |
| ------------------- | ----------------------------------- | ---------------------------------------------------- | ------------ |
| 1.                  | «Hi-Fly»                            | Рэнди Вестон                                         | 6:30         |
| 2.                  | «You’d Be So Nice to Come Home To»  | Коул Портер                                          | 4:03         |
| 3.                  | «Meditation (Meditação)»            | Норман Гимбел, Антониу Карлос Жобин, Ньютон Мендонса | 9:12         |
| 4.                  | «The Boy from Ipanema»              | Норман Гимбел, Антониу Карлос Жобин, Ньютон Мендонса | 5:27         |
| 5.                  | «Isn’t It Romantic?»                | Лоренц Харт, Ричард Роджерс                          | 10:14        |
| 6.                  | «Lover Man (Oh, Where Can You Be?)» | Джимми Дэвис, Рэм Рамирес, Джимми Шерман             | 5:28         |
| 7.                  | «Something Happens to Me»           | Марвин Фишер, Джек Сигал                             | 3:23         |
| 8.                  | «Just for a Thrill»                 | Лил Хардин Армстронг, Дон Рэй                        | 5:10         |
| 9.                  | «Blues for Big Scotia»              | Оскар Питерсон                                       | 3:11         |
| Общая длительность: | Общая длительность:                 | Общая длительность:                                  | 52:38        |

## Участники записи
- Ширли Хорн — фортепиано, вокал
- Чарльз Эйблз — бас -гитара
- Стив Уильямс — барабаны, перкуссия

## Чарты
| Чарт (2016)                                 | Высшая позиция |
| ------------------------------------------- | -------------- |
| США (Billboard Top Jazz Albums)             | 20             |
| США (Billboard Top Traditional Jazz Albums) | 12             |